# チャレンジQ
『チャレンジQ』（チャレンジキュー）は、1980年4月4日から1982年3月26日まで関西テレビで放送されたクイズ番組。1981年度はライオンの一社提供となり、『ライオン・チャレンジQ』と冠付きのタイトルとなった。放送時間は毎週金曜 19時00分 - 19時30分（JST）。

## 概要
クイズとビンゴを併せ持った番組で、毎回4組の一般解答者がトーナメント方式で挑戦。クイズに正解すると、早押し台からボールを取って（ライオン時代は電子ルーレット）陣取りを行い、1列完成すれば勝ち抜き、優勝者はアメリカ西海岸旅行を賭けたダイスゲームに挑戦する。

## 司会
- 浜村淳
- マッハ文朱

## 構成

### ビンゴボード
- マス目は9つに分かれており（3×3）、数字は「9」だけは「第1ステージA」「同B」「第2ステージ」「ロイヤルステージ」とも中央で変わらないが、あとの8つはステージごとにアトランダムに並べられる。

### ボール・電子ルーレット
- ボールは解答席前の早押し台の中に入っており、「1」から「9」までの数字が書かれている「青玉」が9個、「ジョーカーボール」と呼ばれる「Q」と書かれた「白玉」が1個入っている。また「第1ステージ」のみ、「ラッキーボール」と呼ばれる「赤玉」が1個入っている。
- 『ライオン・チャレンジQ』の時代はボールではなく電子ルーレットになった。各チームで一度当たった数字は第2ステージのジョーカーで戻されない限り電気が消え、当たらないようになっている。

## ルール
出場者は、一般視聴者ペアが4組。
番組の構成は、1回戦「第1ステージ」→決勝戦「第2ステージ」→チャンピオンゲーム「ロイヤルステージ」となっている。

### 第1ステージ
- 出された問題に対し、早押しで答える。正解すると早押し台の中から玉を1個取り出し、出た玉によって次のような進行となる。なお出した玉は早押し台上の樋状になった場所に置く（つまり出した玉はもう使えない）。
  - 青玉のとき…出た数字と同じボードのナンバーか、和がその数字になるまで最高3枚まで取れる（例：「9」が出たら、「6」と「2」と「1」など）。そしてその数字が得点となる。ただし、既に相手に取られているナンバーは取れない。
  - ラッキーボールのとき…開いているナンバーのうち、任意のナンバーを1つだけ取れる。
  - ジョーカーボールのとき…自分が取っているナンバーのうち、相手にどれか1つを消される。無いときは不成立。
- これを繰り返し、早く自分の色が縦・横・斜め、どれか1列でも完成したら勝利、「第2ステージ」に進出。負けたチームは、点数×1000円が賞金となる。

### 第2ステージ
- 早押しで正解したチームは玉を取るが、今度は出た数字と同じナンバーしか取れない。もちろん既に相手に取られた場所は取れない。
- また、ジョーカーボールは入っている（ルールは前と同じ）が、ラッキーボールは入っていない。ジョーカーボールで消されたナンバーの玉は箱に戻す。
- そして1列完成すれば優勝、「ロイヤルステージ」進出となる。なお、双方の賞金は「『第1ステージの点数』＋『第2ステージの点数』」×1000円。

### ロイヤルステージ
- 優勝チームは、台の上で2つのサイコロを振り、合計の出目と同じ数か、最高3枚までボードのナンバーを消す（第1ステージと同じ）。これを9回繰り返す。
- そして9回のチャレンジの間に9枚全て消したら、頭上から大量の紙吹雪と風船が舞い、アメリカ西海岸旅行を獲得となる。
- 最終的に8枚消したら、「アロハチャンス」に挑戦、これから出る出目が奇数か偶数かを予想し、サイコロを振って、予想が当たればハワイ旅行を獲得。
  - なお、9回のチャレンジの間に「1」のみが残ってしまったら、その場でチャレンジを打ち切り、「アロハチャンス」となる。
- 「アロハチャンス」が外れるか、最終的に7枚以下の時は、賞金5万円を獲得。

## ネットについて
- 開始して半年後の1980年10月からは、キー局のフジテレビでも木曜 10時00分 - 10時30分の遅れネットで放送されていたが、同局では半年後の1981年3月に打ち切られた。替わって同年4月からは、テレビ埼玉や千葉テレビ放送で放送されるようになった。
- テレビ新広島でも一時土曜 18時00分 - 18時30分の遅れネットで放送されていた。